# Озерянський ентомологічний заказник
Озеря́нський зака́зник — ентомологічний заказник місцевого значення в Україні. Об'єкт природно-заповідного фонду Рівненської області. 
Розташований у межах Дубенський району Рівненської області, неподалік від села Озеряни. 
Площа 3 га. Статус надано згідно з рішенням облвиконкому від 22.11.1983 року № 343 (зміни згідно з рішенням облвиконкому від 18.06.1991 року № 98). Перебуває у віданні Озерянської сільської ради. 
Статус надано з метою збереження місць розмноження диких комах — джмелів, бджіл-запилювачів.